# Pontederiaceae
{{Taxobox
| name = 
| image = IMG 2365.jpg
| image_width = 250п
| image_caption = Eichhornia crassipes
| regnum = 
| divisio = 
| classis = 
| ordo = 
| familia = 
| familia_authority = 
| subdivision_ranks = родови
| subdivision =
- -{Eichhornia
- Eurystemon
- Heteranthera
- Hydrothrix
- Monochoria
- Pontederia
- Reussia
- Scholleropsis
- Zosterella}-

}}
Pontederiaceae је фамилија монокотиледоних скривеносеменица из реда Commelinales. Обухвата 9 родова са 33 врсте водених биљака. Најпознатији представник је Eichhornia crassipes, инвазивна врста.